# 卡萨鲁维奥斯德尔蒙特
卡萨鲁维奥斯德尔蒙特，是西班牙卡斯蒂利亚-拉曼恰托莱多省的一个市镇。总面积92平方公里，总人口3362人（2001年），人口密度37人/平方公里。